# Öregek tanácsa (Nagybánya)
Az nagybányai Öregek tanácsa műemlékké nyilvánított szobor Romániában, Máramaros megyében. A romániai műemlékek jegyzékében az MM-III-m-A-04806 sorszámon szerepel.